# Tjebbo Gerritsma
Tjebbo Gerritsma (Utrecht, 9 januari 1972) is een Nederlands acteur, die in diverse series heeft gespeeld.

## Biografie
Gerritsma werd geboren in Utrecht. In 1990 speelde hij zijn eerste filmrol in de korte film Spelen of sterven van Frank Krom. Hierna speelde hij in Goede tijden, slechte tijden de rol van Leo Bleeker, een vriend van Marieke Vollaards. Hij volgde de opleiding docent drama, voor hij zich aanmeldde op de Toneelschool Amsterdam, waar hij in 1999 afstudeerde.
Van 2004 tot 2017 was Gerritsma als vast acteur verbonden aan Huis aan de Amstel, dat sinds een fusie in 2009 De Toneelmakerij heet. Daarnaast heeft hij diverse gastrollen gespeeld in televisieseries en bijrollen in films. In 2010 had hij een belangrijke bijrol in Bellicher; de Macht van meneer Miller als Gijs van Olde Nijland. In 2011 en 2012 speelde hij de rol van Marco in de RTL 4-comedy Iedereen is gek op Jack, met in de hoofdrollen Jeroen van Koningsbrugge en Linda de Mol.
In het najaar van 2015 was Gerritsma te zien als het personage Jeroen in de KRO-NCRV serie Trollie.

## Filmografie

### Film
- Spelen of sterven (1990) - Charel
- fl. 19,99 (1998) - roomservicejongen
- Polonaise (2002) - politieagent Bob
- Ellis in Glamourland (2004) - Jack
- Gadjé (2005) - Ben
- Ik omhels je met 1000 armen (2006) - Benny
- Zwartboek (2006) - gevangenbewaarder met accordeon
- Afblijven (2006) - portier
- Lover of loser (2009) - Appie
- Kom niet aan mijn kinderen (2010) - Bertus
- Brammetje Baas (2012) - Jaap Baas
- Amstel (2012) - Maarten
- De groeten van Mike! (2012)
- De zure inval (2013) - Ed
- De nieuwe wereld (2013) - Sjors
- Clafoutis (2013) - Sjaak Castelijn
- Patronen (2013) - Henry Keizer
- Flarden van Thomas (2013) - Harold
- Kris Kras (2014) - Jaap
- Gelukkig ben ik gelukkig (2014) - Jasha's eerste voice-over
- Schone handen (2015) - Frans
- Riphagen (2016) - Joop Out
- Soof 2 (2016) - Arjen (vriend Kasper)
- Bankier van het verzet (2018) - Henri Ter Meulen
- Mijn bijzonder rare week met Tess (2019) - vader Sam
- Verliefd op Cuba (2019) - Alex
- Wat is dan liefde (2019) - Jonas
- April, May en June (2019) - verkoper aquariumzaak
- De Vloek van Lughus (2021) - agent Johan
- Marokkaanse Bruiloft (2022) - Michiel
- Zomer in Frankrijk (2023) - Walt
- De Bellinga's: Vakantie op stelten (2023) - boer Jaap
- Juf Braaksel en de geniale ontsnapping (2024) - Hans
- Dubbel zes (2025) - Floris

### Televisie
- De Sylvia Millecam Show (1994) - Michiel Achterland
- Goede tijden, slechte tijden (1995) - Leo Bleeker
- 12 steden, 13 ongelukken (1995; aflevering Op adem komen)
- Fort Alpha (1996; aflevering Maten naaien) - Victor Z
- De club (1998) - Billy
- Baantjer (1998; aflevering De Cock en de vermoorde onschuld) - jonge boer
- Wij Alexander (1998) - jongeman
- Leven en dood van Quidam Quidam (1999) - parlementair correspondent
- All Stars (2001; aflevering De geur van kampioenen) - Ben
- Enneagram (2005) - Ben
- Grijpstra & de Gier (2005) - Stenley
- Verborgen gebreken (2010; aflevering De abortus) - Ronald
- Bellicher; de Macht van meneer Miller (2010) - Gijs van Olde Nijland
- Flikken Maastricht (2011; aflevering Aangereden) - Serge van Rooy
- Hoe overleef ik? (2011-2012) - Alexander
- Iedereen is gek op Jack (2011-2012) - Marco Keizer
- Feuten (2013) - De Greef
- Moordvrouw (2014) - Koos Ripperda
- Rechercheur Ria (2014) - Pieter Backx
- Welkom bij de Romeinen (2014) - verschillende rollen
- Noord Zuid (2015) - Niek
- Trollie (2015) - Jeroen
- Welkom in de jaren 60 (2016) - verschillende rollen
- Jeuk (2016) - Tjebbo
- Smeris (2017) - Tjebbo Leeksma
- Voetbalmaffia (2017) - Mirko de Kroon
- Wakker worden! (2017-2018) - Ronald
- Welkom in de 80-jarige oorlog (2018) - verschillende rollen
- Soof: een nieuw begin (2018) - Arjen
- Centraal (2019) - Verpleger
- Familie Kruys (2019) - Otto
- Welkom in de jaren 20 en 30 (2019) - verschillende rollen
- Toren C (2012-2020) - Laurens Besselink
- De strijd om het Binnenhof (2021) - Rutger Jan Schimmelpenninck
- De K van Karlijn (2021) - Patrick van Diepen
- Nieuw Zeer (2020-2024) - verschillende rollen
- De slet van 6vwo (2021) - Geoffrey Sleeswijk
- Welkom in de Middeleeuwen (2022) - verschillende rollen
- Judas (2022) - Willem Endstra
- Sinterklaasjournaal (2022) - meneer Schoor
- Broodje aap (2023) - vader
- Draadstaal (2017-2023) - verschillende rollen
- Dertigers (2021-2023) - Maurice
- Eén grote familie (2023) - Lorenzo
- Maud & Babs (2023) - Niels
- PATTY (2024) - Emiel
- Welkom bij de Oranjes (2024) - Generaal Winkelman
- De Joodse Raad (2024) - Bosboom
- Ten minste houdbaar tot (2024) - Mark
- Vlogmania (2024) - deurverkoper
- Tropenjaren (2024) - Ralf
- Flikken Maastricht (2025) - Marc Hofmeester
- Welkom in de jaren 70 en 80 (2025) - verschillende rollen

## Theater & Toneel
- Gin (Theaterschool) (1996-1997)
- Dit is de dag die ik vervloek, maar niet ontlopen kan (Theaterschool) (1996-1997)
- Wanja (Theaterschool) (1997-1998)
- De schijn bedriegt (Stichting Toneelschuur Producties) (1998-1999)
- Even hup en: Geluk (Stuk, Festival van het Ongespeelde) (1998-1999)
- Volgens Myra (Mithras Produkties BV) (1998-1999)
- Vast! (Theaterschool) (1998-1999)
- Driekoningenavond (Theaterschool) (1998-1999)
- Wiseguys (Het MUZtheater) (1999-2000)
- Kasimir en Karoline (Ro Theater) (1999-2000)
- De dag dat mijn broer niet thuiskwam (Huis aan de Amstel) (2000-2001)
- Stervelingen (Het Toneel Speelt) (2001-2002)
- Wie is er bang voor Virginia Woolf? (Hummelinck Stuurman Theaterbureau) (2001-2002)
- Brandkoorts (Huis aan de Amstel) (2002-2003)
- Meisjes zijn niks (Huis aan de Amstel) (2002-2003)
- Kassandra (Huis aan de Amstel) (2003-2004)
- Parcival (Huis aan de Amstel) (2003-2004)
- Don Carlos (Huis aan de Amstel) (2004-2005)
- Een pak slaag omdat je een aap bent (Theaterschool) (2004-2005)
- Vernon God Little (Huis aan de Amstel) (2004-2005)
- Parcival (reprise) (Huis aan de Amstel) (2004-2005)
- Tot jij mij ziet (Huis aan de Amstel) (2005-2006)
- Ziek (Huis aan de Amstel) (2005-2006)
- Quarantaine (Huis aan de Amstel) (2006-2007)
- Thom Pain (solo) (Huis aan de Amstel) (2006-2007)
- Sukkels (Huis aan de Amstel) (2006-2007)
- Arabische nacht (Huis aan de Amstel) (2007-2008)
- Bombay (Huis aan de Amstel) (2007-2008)
- Thom Pain (solo) (reprise) (Huis aan de Amstel) (2007-2008)
- Vernon God Little (reprise) (Huis aan de Amstel) (2007-2008)
- Batte (Huis aan de Amstel) (2008-2009)
- Annie (Theatergroep Wederzijds) (2008-2009)
- Bang! (Hogeschool voor de Kunsten Utrecht) (2009-2010)
- Kees de jongen (De Toneelmakerij) (2009-2010)
- Thaibox verdriet (De Toneelmakerij) (2009-2010)
- Human Cargo (De Toneelmakerij) (2010-2011)
- De storm (De Toneelmakerij) (2010-2011)
- Kiezel (De Toneelmakerij) (2010-2011)
- De boevenkoning (De Toneelmakerij) (2011-2012)
- Mehmet de veroveraar (De Toneelmakerij) (2011-2012)
- Pinokkio (De Toneelmakerij, Firma Rieks, Swarte) (2012-2013)
- Kiezel (reprise) (De Toneelmakerij) (2012-2013)
- Wijkproject (De Toneelmakerij) (2013-2014)
- Ontspoord (De Toneelmakerij) (2013-2014)
- De Storm (reprise) (De Toneelmakerij) (2013-2014)
- Expeditie Javastraat (De Toneelmakerij) (2013-2014)
- De tantes (De Toneelmakerij) (2014-2015)
- Het begin van alles (De Toneelmakerij) (2014-2015)
- Lief en leed in het leven van de giraf (De Toneelmakerij) (2015-2016)
- Verzetsgroep Noord (De Toneelmakerij) (2015-2016)
- Enkeltje Amsterdam (De Toneelmakerij) (2016)
- Jamal (De Toneelmakerij) (2016)
- Lear (De Toneelmakerij) (2016-2017)
- Fiddler on the roof (Stage Entertainment) (2017-2018)
- Kras (Stichting Toneelschuur Producties) (2018-2019)
- Casablanca (MATZER Theaterproducties) (2018-2019)
- Annie de Musical (Mark Vijn en Theater Alliantie) (2022)
- Hanna van Hendrik (Stichting Hanna van Hendrik) (2023)
- De Grote Vloed (Zummerbühne) (2024)

## Commercials & Stemwerk
Tjebbo is te zien in de commercial van Heineken; 'Ton de solo zeiler' en is de stem van de Belastingdienst commercial; 'Het Gemakslab' en de voice-over van de COVID-19 infomercials voor de Rijksoverheid. In 2025 zat Gerritsma in de commercial van Specsavers.